# Джейкоб Лунд Фіскер
Якоб Лунд Фіскер (нар. 1975) — данський астрофізик та письменник. Відомий як автор концепції FIRE movement (екстремально раннього виходу на пенсію), яка завоювала безліч послідовників. У книзі Фіскера Early Retirement Extreme описуються способи досягнення фінансової незалежності за середнього доходу.

## Життєпис
Фіскер здобув ступінь cand.scient. з фізики та математики в Орхуському університеті, а також ступінь PhD з теоретичної фізики у Базельському університеті у Швейцарії. В Орхусі він отримував державну стипендію для студентів університетів Statens Uddannelsesstøtte. Хоча після здобуття наукових ступенів доходи Фіскера поступово зростали, він зберіг рівень витрат, який приблизно відповідав його студентській стипендії. Вже доктором наук він зберігав 80 % своїх доходів і досяг фінансової незалежності за принципами FIRE movement менше ніж за п'ять років. Фіскер вважає, що міг би вийти на пенсію у 2009 році у 33-річному віці, коли він завершив свою кар'єру в астрофізиці, при цьому його власний капітал у 25 разів перевищував річні витрати у 7000 доларів США. Вже після досягнення фінансової незалежності та виходу на пенсію він три роки попрацював фахівцем із кількісного аналізу, пояснюючи це особистими інтересами. Фіскер постійно проживає у Чикаго, США.

## Особисті фінанси
В ході зростання доходів Фіскер спочатку зберігав частину грошей на рахунку в банку. Згодом він зрозумів, що ці гроші можна вкласти у фондовий ринок, щоб отримати додатковий прибуток. Він усвідомив, що може швидко та гарантовано стати фінансово незалежним через значну різницю у доходах (середніх) та витратах (екстремально низьких). Це привело його до висновку, що відносне багатство (дохід чи матеріальні блага щодо витрат) важливіше за абсолютне. Для обговорення своїх ідей у 2007 році Фіскер завів блог Early Retirement Extreme, що зрештою призвело до написання однойменної книги, опублікованої у 2010 році. Станом на 2020 рік було продано понад 45 000 екземплярів.
У книзі наводиться математичне обґрунтування впливу норми заощаджень на можливість виходу на пенсію. Зазвичай фінансові радники рекомендують зберігати 10-15 % доходу. За такої норми заощаджень (якщо не розглядати вплив прибутковості інвестицій та складних відсотків) на формування капіталу, що дорівнює видаткам за один рік, йде від п'яти до десяти років. Однак якщо зберігати 75 % доходу, за один рік роботи можна сформувати капітал, що дорівнює видаткам за три роки. Висока норма заощаджень дозволяє вийти на пенсію набагато раніше.
Щоб досягти зниження витрат Фіскер застосував до особистих фінансів теорію систем. Наприклад, замість пошуку найдешевшого житла та найдешевшої машини, можна пошукати недорогу квартиру в пішій доступності від роботи та супермаркету, щоб виключити витрати на машину, оскільки в ній більше не буде потреби.

### Інші праці
- Jacob Lund Fisker. The Laws of Energy // The Final Energy Crisis / edited by Andrew McKillop. — London : Pluto Press, 2005. — С. 74—86. — ISBN 978-0745320922.
- Jacob Lund Fisker. Escape the Spend-Earn Cycle // New Escapologist : журнал. — 2011. — No. 5 (26 March). — ISSN 1755-5671.
- Глава в книге Idler 44: Mind Your Business (2011) под редакцией Тома Ходжкинсона, ISBN 978-0954845629.
- Michael L. F. Slavin, Jacob Lund Fisker. Wealth and Savings // One Million in the Bank How to Make $1,000,000 with Your Own Business, Even If You Have No Money Or Experience. — Golden Mean Press, 2015. — 212 с. — ISBN 978-0996118606.